# Coupru
Coupru är en kommun i departementet Aisne i regionen Hauts-de-France i norra Frankrike. Kommunen ligger  i kantonen Charly-sur-Marne som ligger i arrondissementet Château-Thierry. År 2022 hade Coupru 159 invånare.

## Befolkningsutveckling
Antalet invånare i kommunen Coupru
Referens: INSEE